# Departamento de Transporte de Maine
El Departamento de Transporte de Maine (en inglés: Maine Department of Transportation, MaineDOT) es la agencia estatal gubernamental encargada en la construcción y mantenimiento de toda la infraestructura ferroviaria, carreteras estatales; así como sus federales, locales e interestatales, y transporte aéreo del estado de Maine. La sede de la agencia se encuentra ubicada en Bangor, Maine.